# Retable de Monforte
Le Retable de Monforte (vers 1470) est une peinture à l'huile sur chêne sur le thème de l'adoration des mages réalisée par le peintre flamand Hugo van der Goes, et conservé à la Gemäldegalerie de Berlin. À l'origine panneau central d'un retable le triptyque comportait des volets mobiles maintenant perdus, probablement peints des deux côtés. On voit encore les charnières qui restent visibles dans le cadre à la Gemäldegalerie. Des copies anciennes de l'œuvre montrent la Nativité et la Circoncision de Jésus sur les panneaux latéraux. Le haut du panneau a été amputé d'une partie.

## Historique

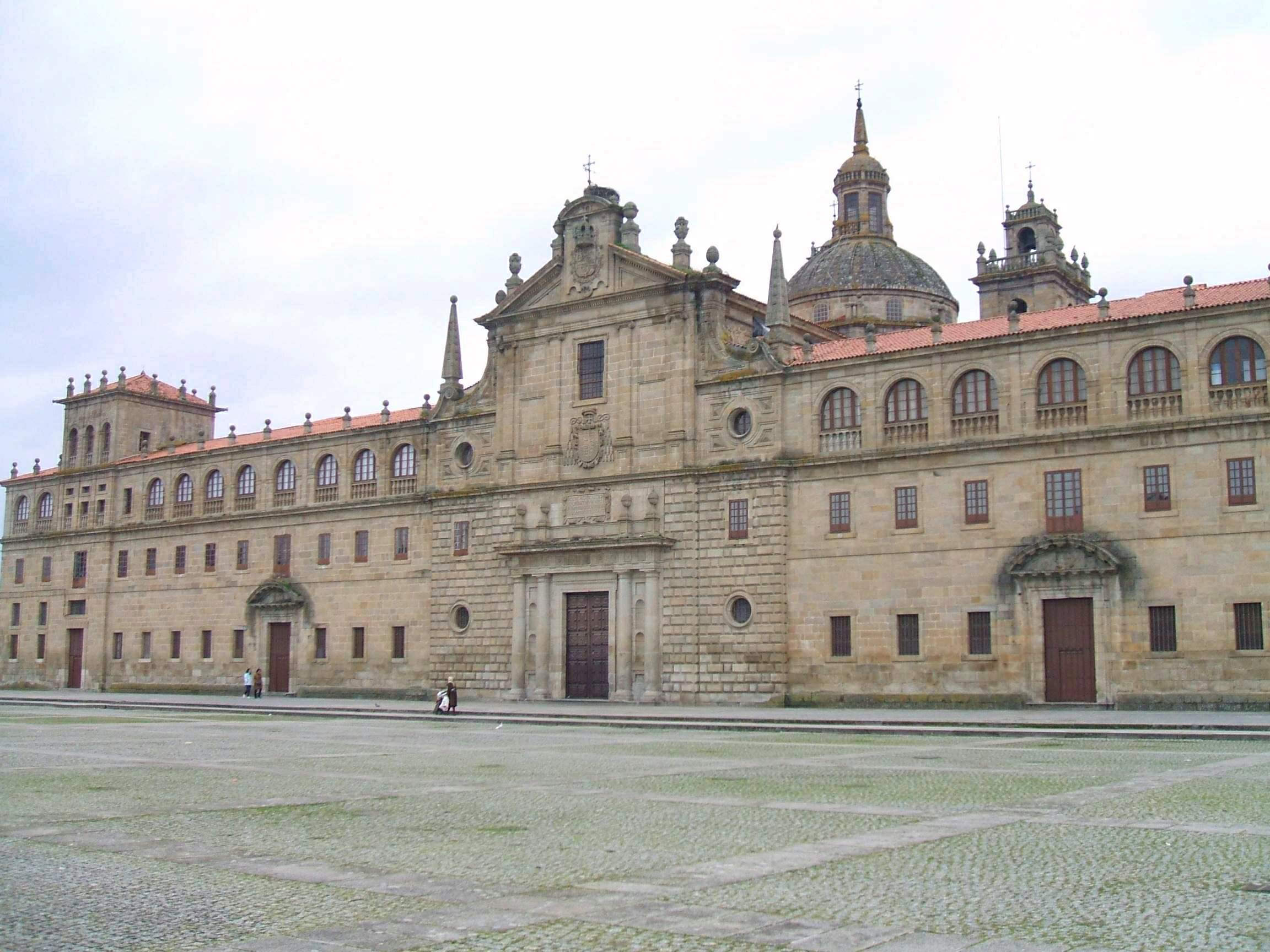
Colegio de Nuestra Señora de la Antigua, fondé par le cardinal Rodrigo de Castro

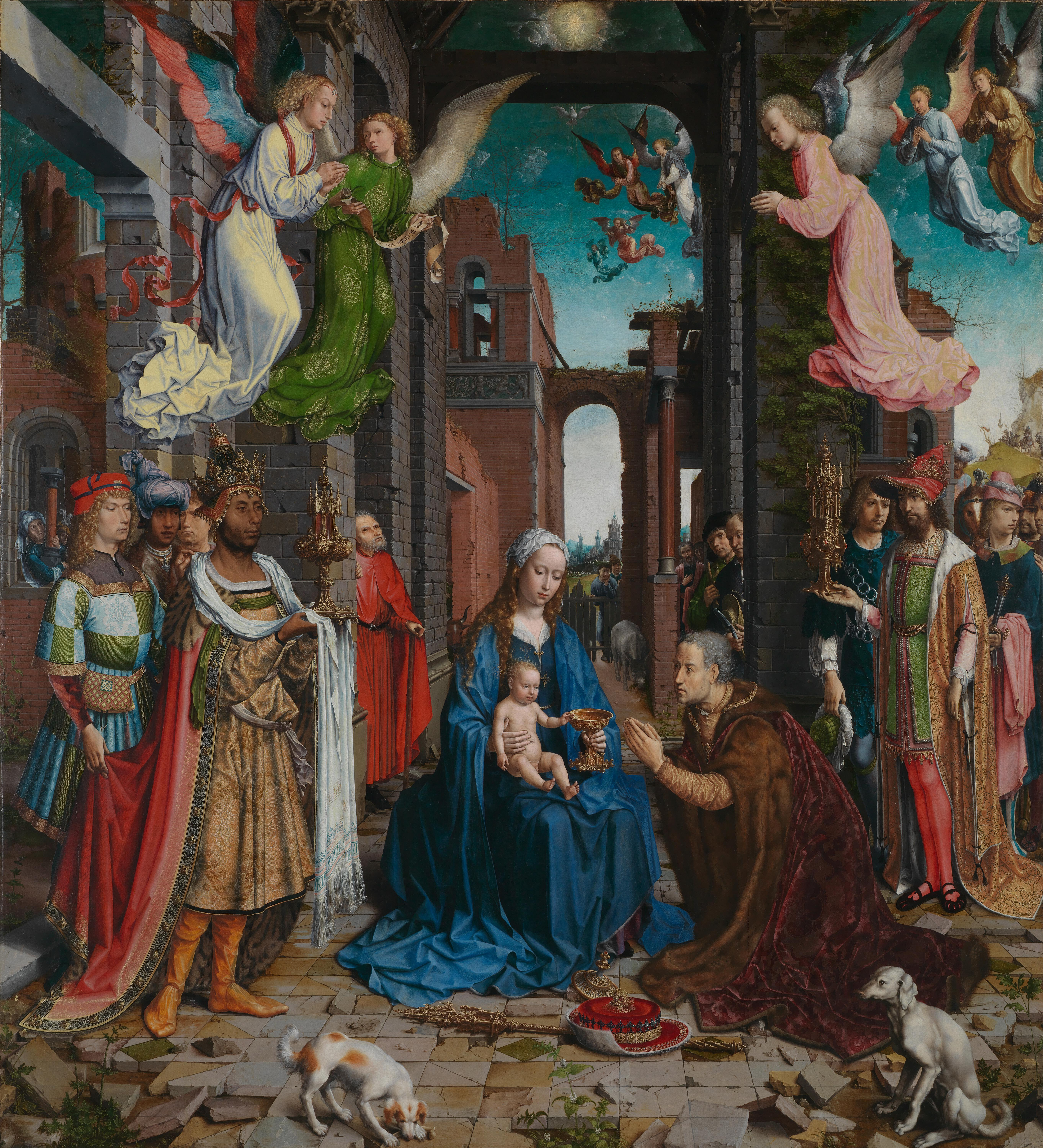
L'Adoration des mages de Jan Mabuse, National Gallery.

Le tableau doit son nom au collège « Colegio de Nuestra Señora de la Antigua » des jésuites espagnols à Monforte de Lemos, dans le nord de l'Espagne, ville où il est peut-être arrivé au début du XVIe siècle, d'après la datation des copies faite en Flandre ; son histoire antérieure n'est pas connue. La datation, aux alentours de 1470, le situe au début de la carrière artistique assez brève de van der Goes ; elle est basée sur des considérations stylistiques, mais aussi sur l'analyse dendrochronologique. 
Le tableau a été mis en vente sur le marché de l’art londonien en 1910, même s'il était toujours en Espagne, et acquis par Wilhelm von Bode et Max Jakob Friedländer de la Gemäldegalerie en 1913, après une visite de Friedländer en Espagne pour voir le tableau et l'autorisation d'exportation finalement accordée par le gouvernement espagnol. La datation et l’attribution du tableau a opposé Friedländer et Heinrich Wölfflin. Friedländer l'attribue à van der Goes, peintre jusqu'alors peu considéré ; son attribution est fondée sur la similitude avec le Triptyque Portinari de Florence. Wölfflin, historien de l'art qui faisait autorité, privilégie une approche formelle qui le faisait pencher vers une datation du XVIe siècle, bien trop tardive pour être une œuvre de van der Goes. Il est maintenant généralement admis que le tableau est bien une œuvre de van der Goes, même si son style est très en avance pour sa date.
Parmi d'autres œuvres clairement influencées par le tableau il y a l'Adoration des mages de Jan Mabuse (1510–15) dans la National Gallery de Londres, qui utilise quelques-unes des figures et des éléments généraux de la composition. La renommée du retable de Monforte est attestée par la copie libre du Maître de Francfort copie libre du Maître de Francfort (musée d'Anvers). On connaît aussi un dessein de Hans Holbein l'Ancien datant de peu avant 1500.

## Description

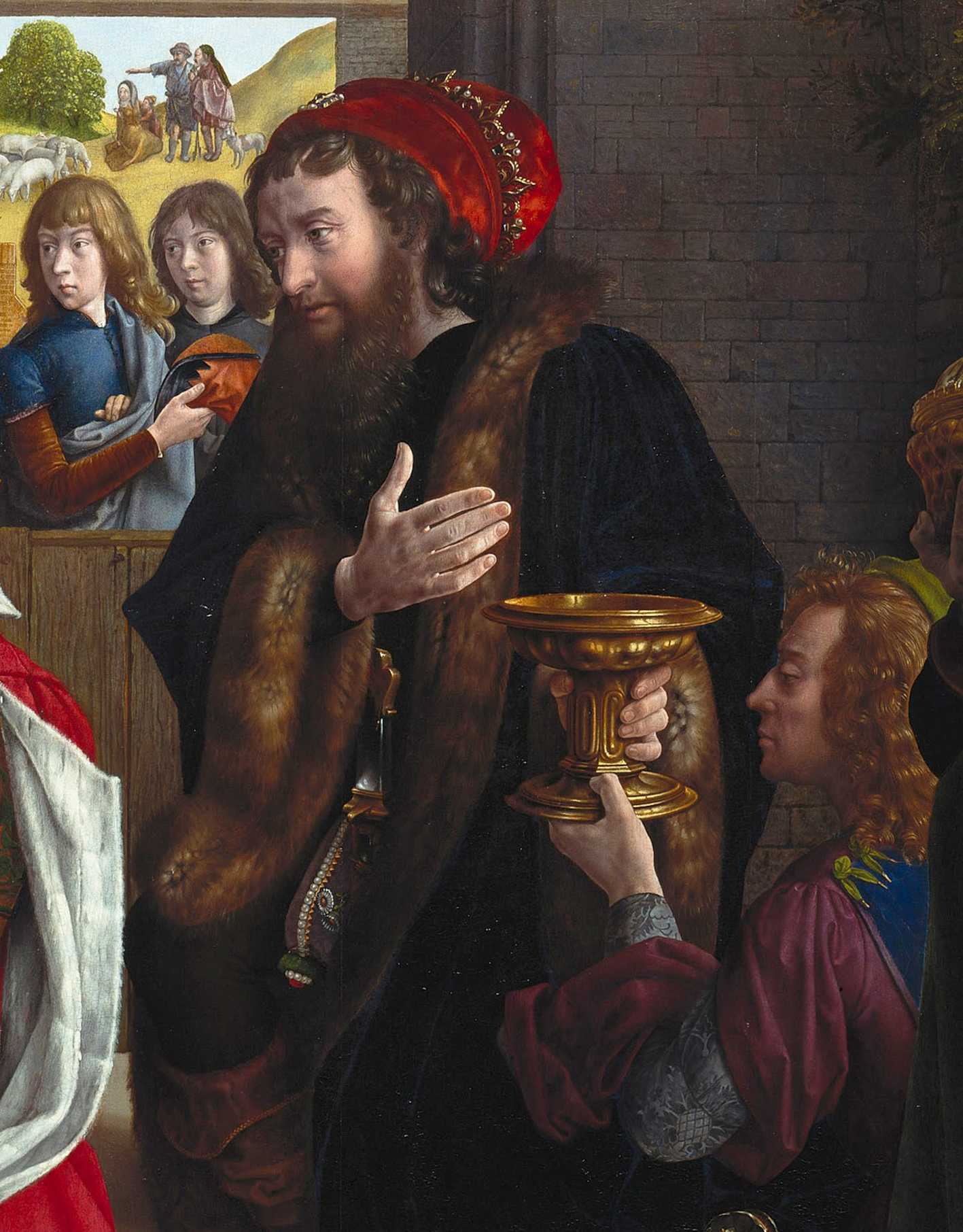
Détail du second roi, Gaspard.

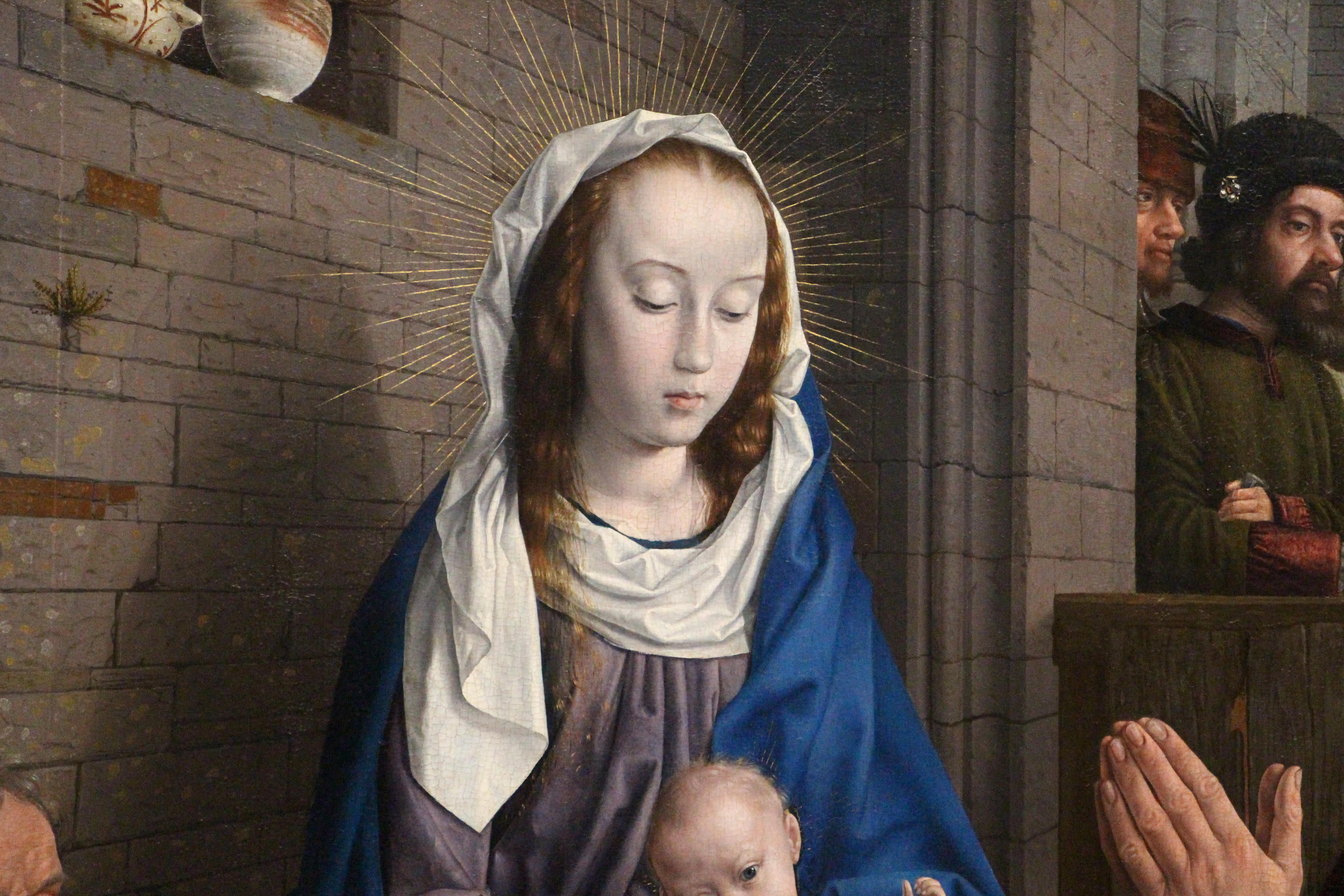
Marie
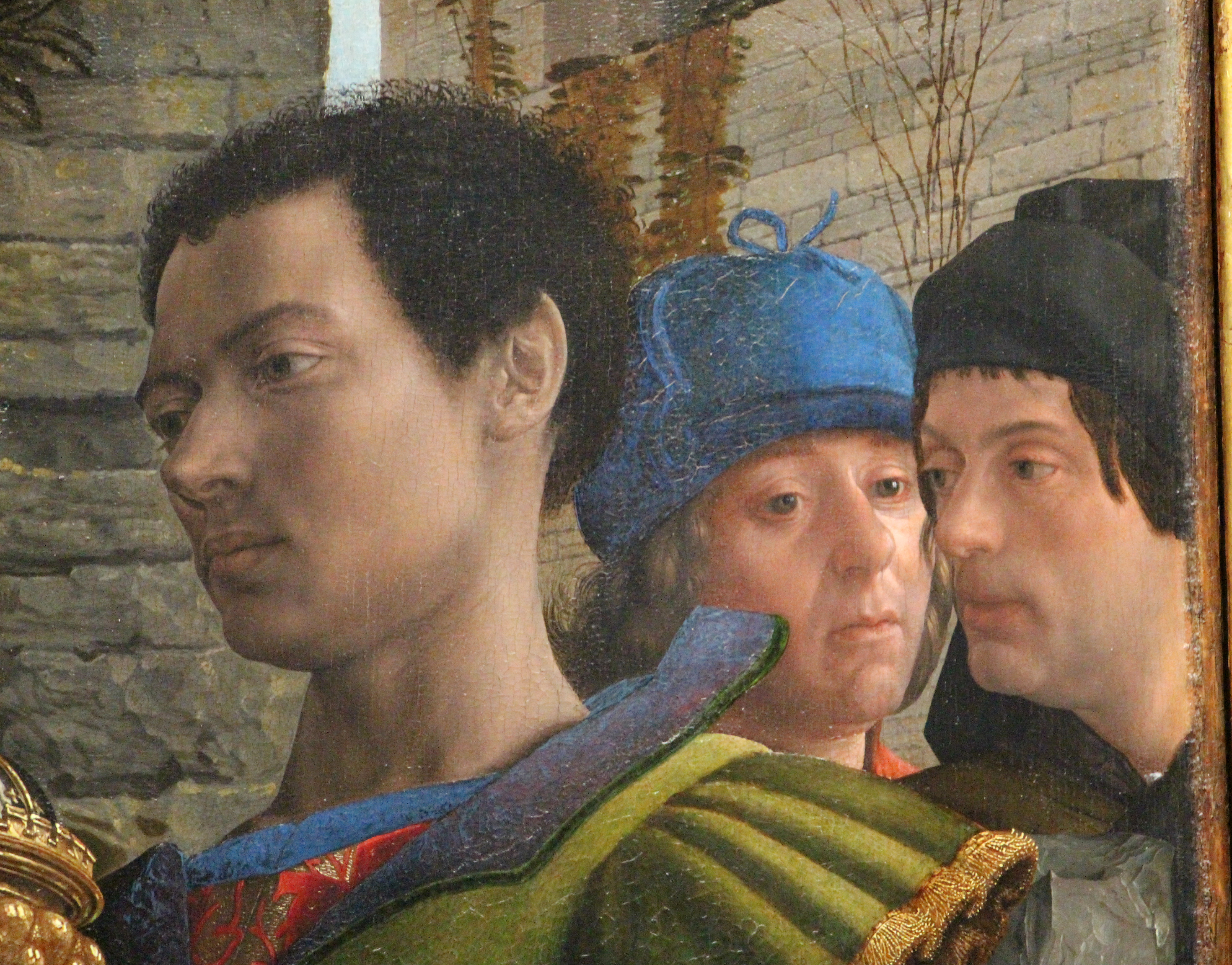
Balthazar
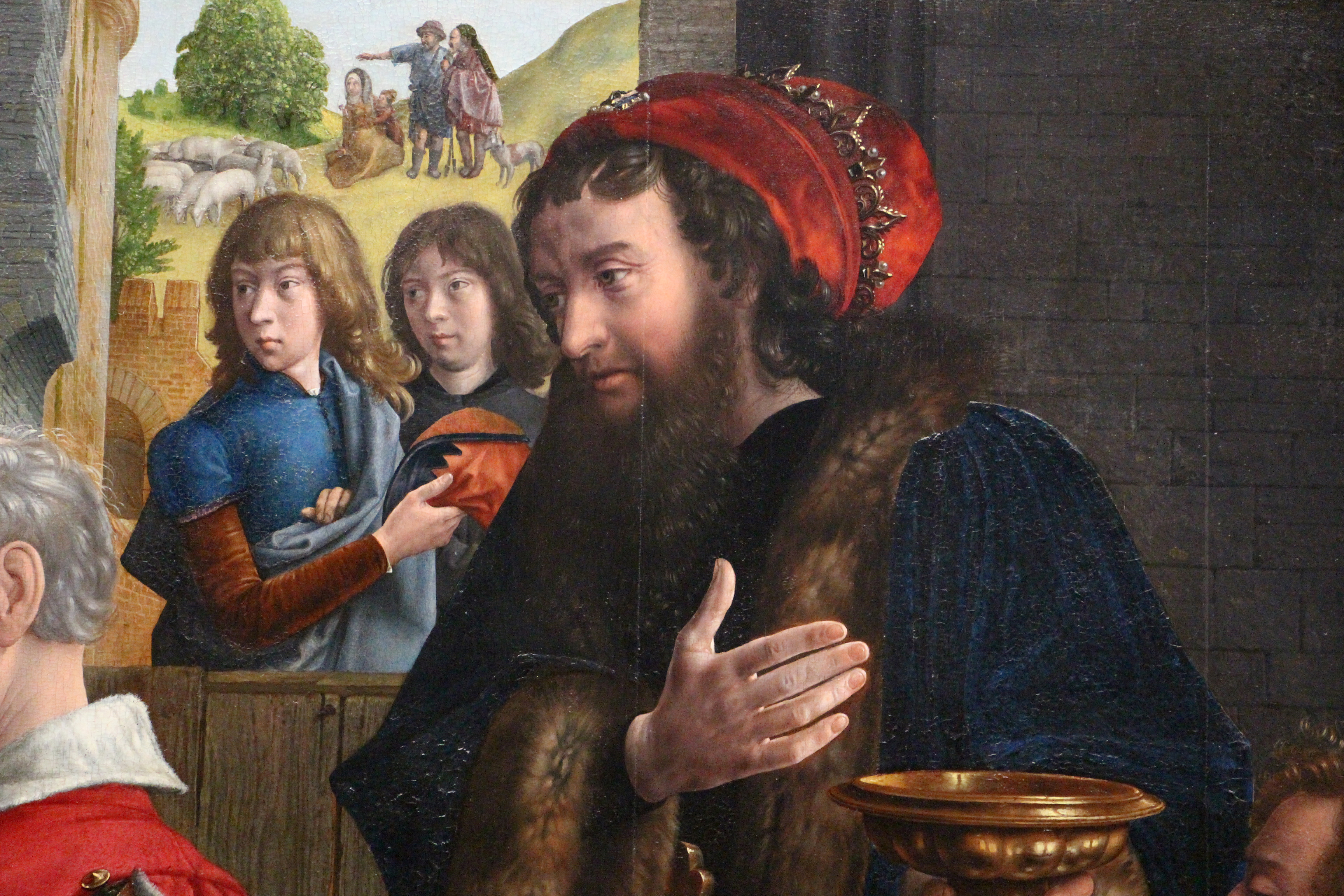
Gaspard

La scène se déroule dans une ruine. L'intérieur est délimité par les restes d'un mur en pierres auquel est adossé la Vierge, et une barrière en bois qui sépare la pièce de l’arrière
Le panneau représente Marie assise, avec l'Enfant sur ses genoux, sujet de l'adoration des trois rois mages Gaspard, Melchior et Balthazar. Joseph, à côté de Marie, mais un peu en retrait, regarde devant lui. Melchior, le plus âgé, au manteau d'un rouge éclatant dont la couleur s'oppose au bleu de la cape de la Vierge, est agenouillé devant Marie ; sa couronne à bords de fourrure est posée sur le sol à côté de lui, avec un récipient contenant des pièces d'or et quelques pierres précieuses. Gaspard, plus jeune, est debout derrière le premier roi et encore plus loin l'élégant Balthazar, à la peau noire. Gaspard a une main sur sa poitrine tandis que l' autre tient le cadeau, un récipient contenant de l'encens, soutenu par un aide ; il porte une couronne au-dessus d'un béret de velours rouge, et a une capuche doublée de fourrure qui cache partiellement la poignée d'une d'épée. Ses vêtements sont complétés par une sacoche décorée de deux perles et de deux marguerites. Le dernier roi, Balthazar, tient son cadeau à la main, un récipient contenant de la myrrhe ; il est également vêtu somptueusement, y compris d'éperons, et est accompagné par trois domestiques.

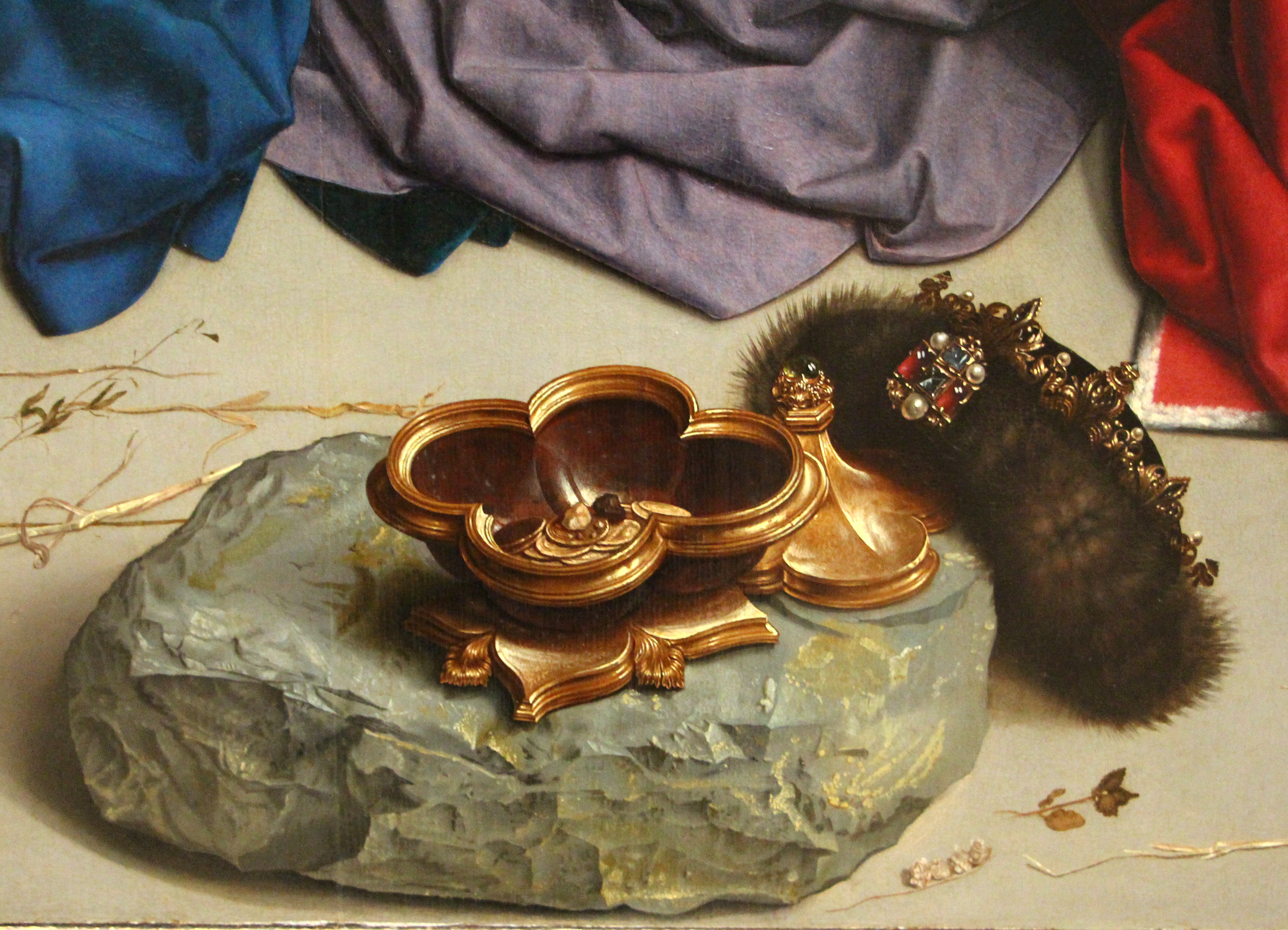
Coupe à pièces d'or.

Au second plan, derrière la barrière en bois, un groupe de quatre personnages debout, dont un barbu au chapeau de fourrure décoré d'une plume fixée avec une broche avec perles, qui pourrait être l'autoportrait de l'artiste. Tous les regards des personnages convergent vers l'enfant Jésus, qui, au contraire, regarde l'observateur.
À gauche, un paysage montre la procession des Mages vers les lieux, avec plusieurs bâtiments et un lac où reposent des chevaux et des chevaux. Dans la partie centrale, à l’arrière, un paysage avec une colline avec deux bergers montrant quelque chose à une femme assise avec un enfant : ces personnages pourraient être une référence à Élisabeth et son fils, le jeune Jean le Baptiste cherchant à rendre visite à Jésus. Comme il est fréquent dans les tableaux des primitifs flamands, des détails symboliques sont dispersés dans l'image : une fleur d' iris à gauche et une petite nature morte avec un bol, un pot, une cuillère en bois et un morceau de pain dans une niche du mur au-dessus de Marie. 
Les vêtements somptueux, aux couleurs éclatantes et chatoyantes, sont rendus avec splendeur, les nuances dans les plis et les drapés soulignent l'originalité et la liberté du peintre.
Dans la partie supérieure sont deux morceaux d'étoffe, rose et jaune. C'est ce qui reste des anges qui volent vers la comète, et qui sont maintenant perdus ; des anges similaires apparaissent de nombreux autres tableaux, comme dans L'Adoration des mages de Jan Mabuse.

Personnages
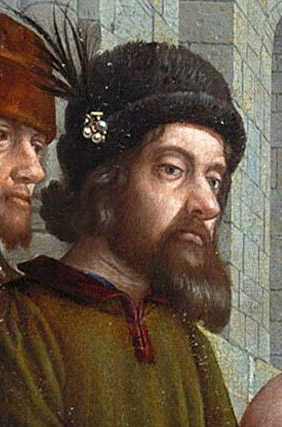
Autoportrait ?
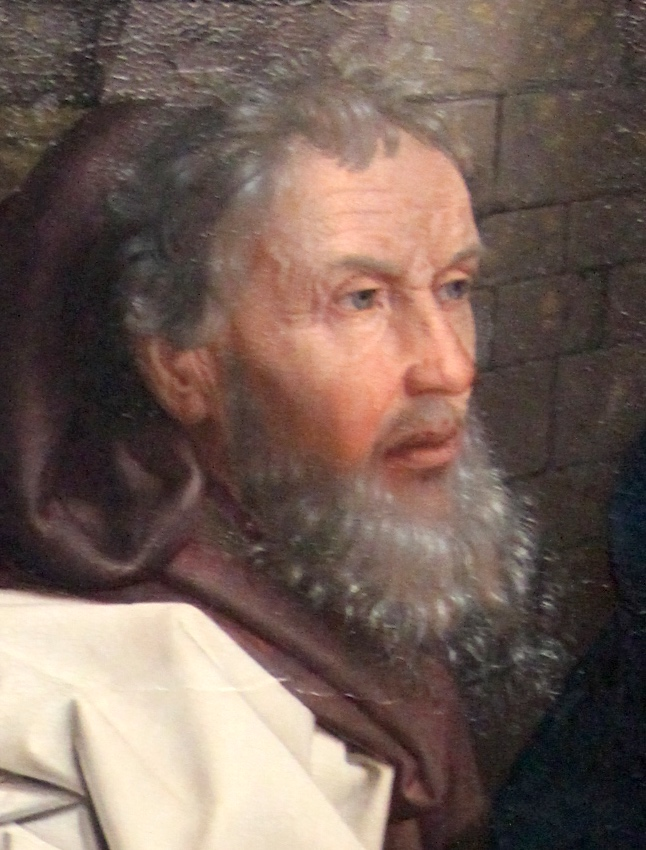
Joseph
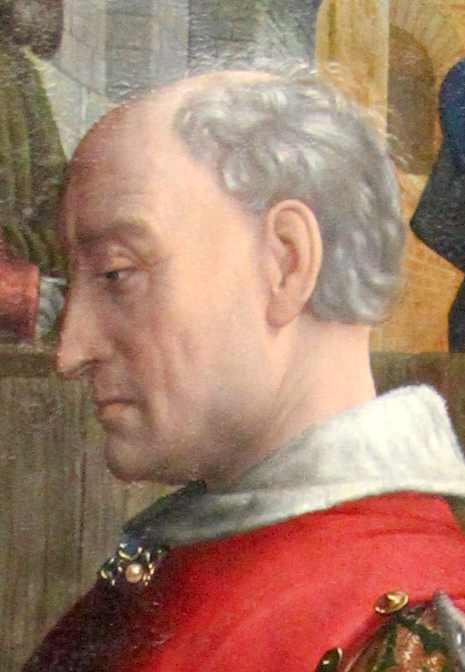
Melchior

- Marie
- Balthazar
- Gaspard

## Copies et variantes
- Une autre Adoration des Mages attribuée à Hugo van der Goes est au musée de l'Ermitage[4].
- Une Adoration des Mages attribuée à un follower est au Musée d'Art de Saint-Louis[5].
- Une Adoration des Mages au Metropolitan Museum of Art reprend, dans une composition différente, des éléments du retable de Montforte[6].
- Un autre exemplaire, très proche de ce dernier, se trouve à Copenhague, au Statens Museum for Kunst[7].

Copies et variantes
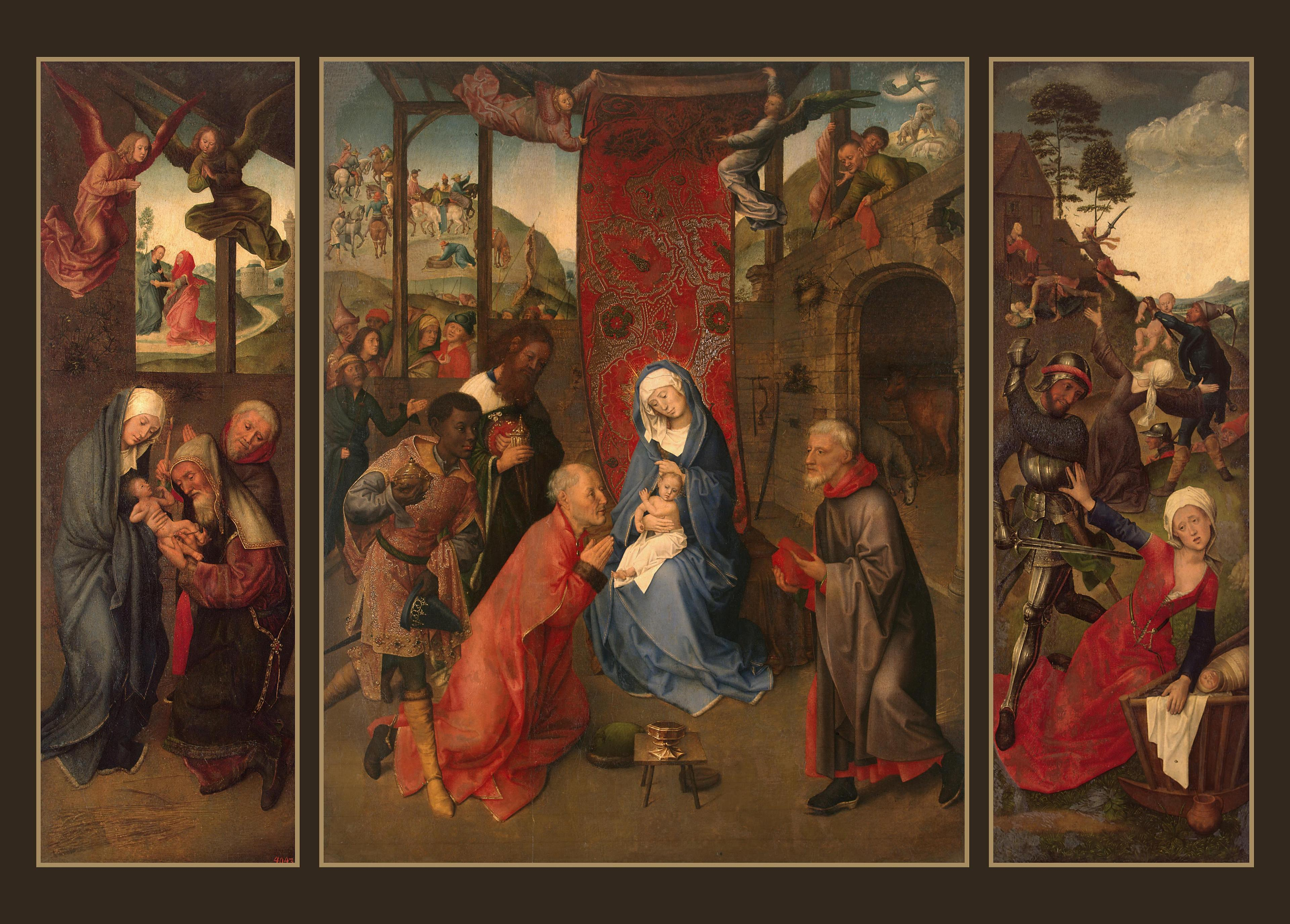
Musée de l'Ermitage.
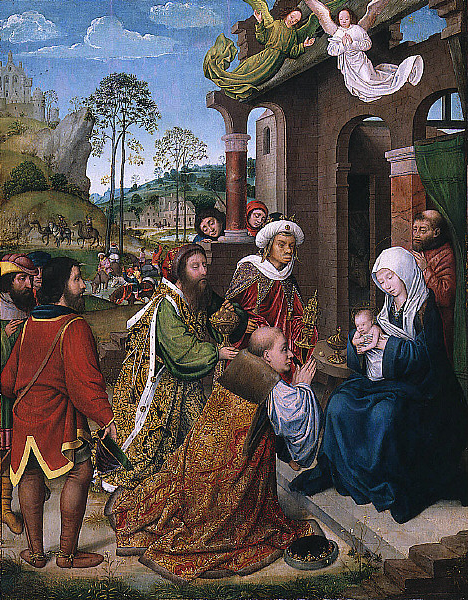
Musée d'Art de Saint-Louis.
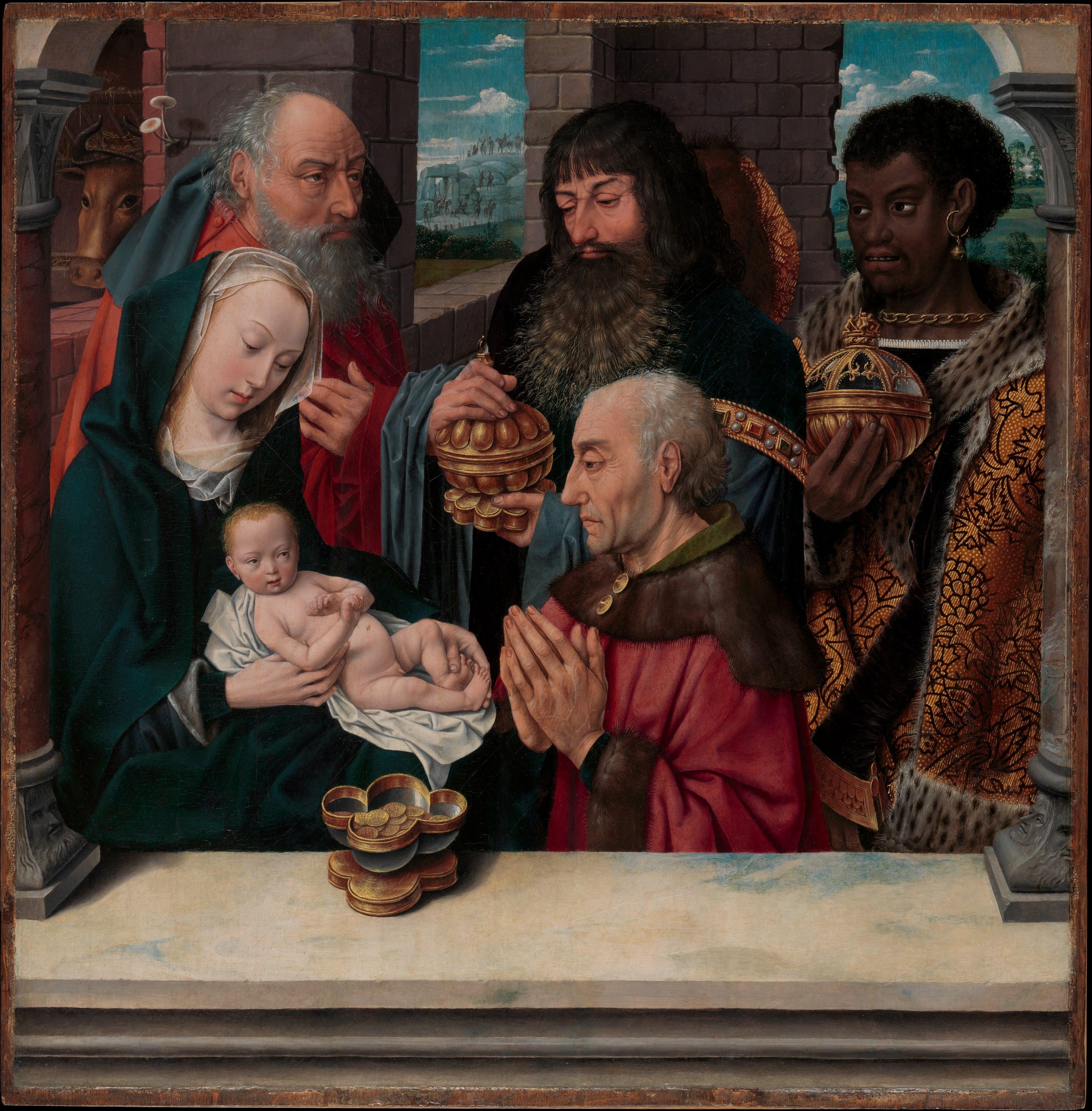
Metropolitan Museum of Art.